# De iure belli ac pacis

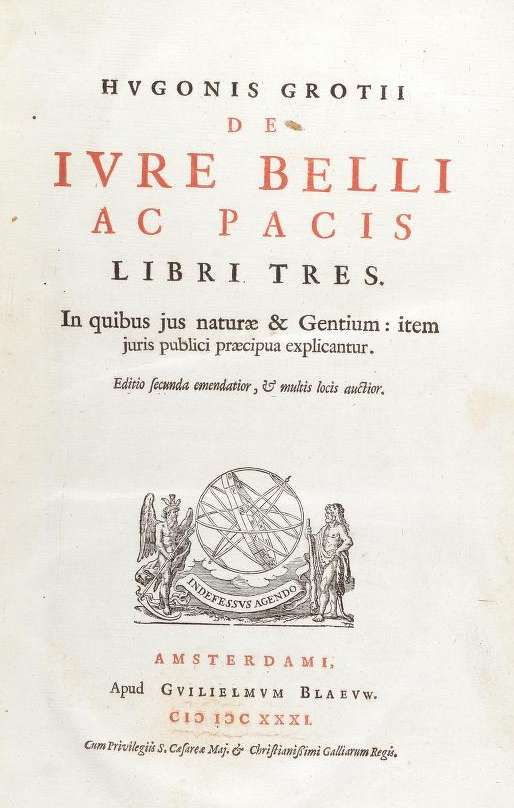
De ivre belli ac pacis, portada de la segunda edición de 1631.

De iure belli ac pacis (latín: "El derecho de la guerra y de la paz") es una obra de 1625 escrita en latín por Hugo Grocio y publicada en París, sobre la situación jurídica de la guerra. Ahora es considerado como una obra fundamental en el derecho internacional.
El contenido de esta obra debe mucho a los teólogos españoles del siglo anterior, en especial Francisco de Vitoria y Francisco Suárez, quienes se centran en la tradición católica del iusnaturalismo.
Grocio comenzó a escribir la obra mientras estaba en prisión en los Países Bajos. Completó su pena en 1623, en Senlis, en compañía de Dirck Graswinckel.
De acuerdo con Pieter Geyl:

Es un esfuerzo —por un jurista educado teológica y clásicamente— para cimentar, en la ley, el orden y la seguridad de la comunidad de estados, así como de la sociedad nacional en él había crecido. En el racionalismo más ingenuo, en la creencia en la razón como regente de la vida, se manifiesta el hijo espiritual de Erasmo.

## Lectura adicional
- Cornelis van Vollenhoven, On the Genesis of De Iure Belli ac Pacis (en español).